# راندي بولوك
راندي بولوك (بالإنجليزية: Randy Bullock) هو لاعب كرة قدم أمريكية أمريكي، ولد في 16 ديسمبر 1989 في Klein, Texas ‏ في الولايات المتحدة.

## وصلات خارجية
- راندي بولوك على موقع إي إس بي إن.كوم (أن.أف.أل)3
- راندي بولوك على موقع مرجع كرة القدم المحترفة.كوم (الإنجليزية)